# Трамонти
Трамонти (на италиански: Tramonti) е град и община в Южна Италия.

## География
Трамонти е крайморски курортен град в област (регион) Кампания на провинция Салерно. Разположен е на северния бряг (на около 8 км от брега на морето) на Салернския залив. На около 40 км в източна посока се намира провинциалния център Салерно. На около 50 км на северозапад е град Неапол. Трамонти е разположен между градовете Равело и Минори. Той е град от Амалфийското крайбрежие. Население 4119 жители към 1 април 2009 г.

## Архитектурни забележителности
В Трамонти е имало средновековна консерватория с името „Санта Джузепе е Тереза“. Тя е била построена през 1662 г. с помощта на Франческо Антонио Рика. Нейните руини са запазени и до наши дни.

## Икономика
Основен отрасъл в икономиката на града е морският туризъм. Известен е и с производството на пици по местни традиционни рецепти

## Побратимени градове
- Пезия ла Ривиер, Франция от 2001 г.